# 连翘属
连翘属（学名：Forsythia）是木犀科下的一个属，为灌木植物。该属共有7种，分布于欧洲至日本。

## 特徵
连翘属是落葉灌木，通常高度為1-3米（3英尺3-9英尺10英寸），極少數可高達6米（20英尺），具有粗糙灰褐色樹皮。葉對生，長2-10厘米（1-4英寸），很少達（英寸6）15厘米長; 葉緣是鋸齒狀。
连翘属的花於初春綻放，具有明亮的黃色。
連翹花能夠產生乳糖（牛奶糖），是很少見的天然來源，除了牛奶以外。然而，乳糖的存在無法得到證實。
該屬屬名來自蘇格蘭植物學家威廉·福賽斯（1737至1804年）的姓，他是王室園丁，英國皇家園藝學會創始成員之一。

## 歷史
連翹屬有兩種變種：連翹和金鐘花。這兩個物種是連翹家族最早從遠東進入西方園林的物種，它們在現代園林依然佔有一席之地。
連翹是先被西方人注意到的，醫生暨植物學家卡爾·彼得·通贝里在日本庭園發現它。通貝里與荷蘭東印度公司聯繫，連翹因此於1833年到達荷蘭。在英國，它在本世紀中葉在埃克塞特維奇苗圃出現，至今仍然不多。
金鐘花曾在歐洲花園出現。蘇格蘭植物獵人羅伯特·佛坦(Robert Fortune)在沿海城市舟山花園發現連翹之前，他見過連翹自然生長在浙江省深山中。
第一次世界大戰，進一步物種秦連翹（甘肅，1910年）在中國被發現。
卵葉連翹由厄內斯特·亨利·威爾遜所收集。

## 下属物种
本属包括以下物种：
- Forsythia europaea Degen & Bald.
- 秦连翘 Forsythia giraldiana Lingelsh.
- Forsythia hybr
- Forsythia japonica Makino
- Forsythia koreana (Rehder) Nakai
- 丽江连翘 Forsythia likiangensis Ching & Feng ex P.Y.Pai, 1983
- 奇异连翘 Forsythia mira M.C.Chang
- Forsythia nakaii (Uyeki) T.B.Lee
- 卵叶连翘 Forsythia ovata Nakai
- Forsythia sieboldii hort. ex Lavallée, 1877
- 连翘 Forsythia suspensa (Thunb.) Vahl
- Forsythia togashii H.Hara
- 金钟花 Forsythia viridissima Lindl.

杂交种：
- Forsythia ×intermedia Zabel
- 东北连翘 Forsythia ×mandschurica Uyeki, 1929